# Lista împăraților bizantini
Aceasta este o listă a împăraților romani de răsărit (bizantini).

## Dinastia Constantină(306 - 363)
| Portret | Nume                    | Naștere - deces | Domnie    | Nume imperial                               | Note                                                  |
| ------- | ----------------------- | --------------- | --------- | ------------------------------------------- | ----------------------------------------------------- |
|         | Constantin I (cel Mare) | 272 - 337       | 306 - 337 | Gaius Flavius Aurelius Valerius Constantius | fiul lui Constantius Chlorus                          |
|         | Calocareaus             | ? - 334         | 333/4     | -                                           | uzurpator                                             |
|         | Dalmatius               | ? - 337         | 333 - 337 | Flavius Dalmatius                           | nepotul lui Constantin I, asociat la domnie           |
|         | Hannibalianus           | ? - 337         | 335 - 337 | Flavius Hannibalianus                       | fratele lui Dalmatius, asociat la domnie              |
|         | Constanțiu al II-lea    | 317 - 361       | 337 - 361 | Flavius Iulius Constantius                  | fiul lui Constantin I                                 |
|         | Constantius Gallus      | 324 - 354       | 351 - 354 | Flavius Claudius Constantius Gallus         | nepotul vitreg al lui Constantin I, asociat la domnie |
|         | Silvanus                | ? - 355         | 355       | Claudius Silvanus                           | uzurpator                                             |
|         | Iulian Apostatul        | 331 - 363       | 355 - 363 | Flavius Claudius Iulianus                   | fiul vitreg și nepotul lui Constantin I               |

### Non-dinastic (363 - 364)
| Portret | Nume   | Naștere - deces | Domnie    | Nume imperial    | Note           |
| ------- | ------ | --------------- | --------- | ---------------- | -------------- |
|         | Iovian | 332 - 364       | 363 - 364 | Flavius Iovianus | ales de armată |

## Dinastia Valentiniană(364 - 379)
| Portret | Nume          | Naștere - deces | Domnie    | Nume imperial         | Note                             |
| ------- | ------------- | --------------- | --------- | --------------------- | -------------------------------- |
|         | Valentinian I | 321 - 375       | 364       | Flavius Valentinianus | împărat în vest între 364 și 375 |
|         | Valens        | 328 - 378       | 364 - 378 | Flavius Iulius Valens | fratele lui Valentinian I        |
|         | Procopius     | 325 - 366       | 365 - 366 | ?                     | vărul lui Iulian, uzurpator      |
|         | Marcellus     | ?               | 366       | ?                     | non-dinastic, uzurpator          |
|         | Grațian       | 359 - 383       | 378 - 379 | Flavius Gratianus     | fiul lui Valentinian I           |

## Dinastia Teodosiană(379 - 457)
| Portret | Nume                  | Naștere - deces | Domnie         | Nume imperial      | Note                                                         |
| ------- | --------------------- | --------------- | -------------- | ------------------ | ------------------------------------------------------------ |
|         | Teodosiu I (cel Mare) | 346 - 395       | 379 - 395      | Flavius Theodosius | ginerele lui Valentinian I                                   |
|         | Arcadius              | 377 - 408       | 395 - 408      | Flavius Arcadius   | fiul lui Teodosiu I, între 383 și 395 asociat la domnie      |
|         | Teodosiu al II-lea    | 401 - 450       | 408 - 450      | Flavius Theodosius | fiul lui Arcadius                                            |
|         | Pulcheria             | 399 - 453       | 408 - 441, 450 | Aelia Pulcheria    | fiica lui Arcadiu, regentă în timpul minoratului fratelui ei |
|         | Pulcheria             |                 | 408 - 441, 450 | Aelia Pulcheria    | fiica lui Arcadiu, regentă în timpul minoratului fratelui ei |
|         | Marcian               | 392 - 457       | 450 - 457      | Flavius Marcianus  | soțul Pulcheriei                                             |

## Dinastia Leonidă(457 - 518)
| Portret | Nume                | Naștere - deces | Domnie    | Nume imperial              | Note                                                           |
| ------- | ------------------- | --------------- | --------- | -------------------------- | -------------------------------------------------------------- |
|         | Leon I (Tracul)     | 401 - 474       | 457 - 474 | Flavius Valerius Leon      |                                                                |
|         | Leon al II-lea      | 467 - 474       | 474       | ?                          | fiul lui Zenon                                                 |
|         | Zenon               | 425 - 491       | 474 - 475 | Flavius Tarascodissa Zenon | ginerele lui Leon I, regent în timpul domniei fiului său (474) |
|         | Basiliskos          | ? - 477         | 475 - 476 | Flavius Basiliskos         | fratele vitreg al lui Leon I, a uzurpat tronul de la Zenon     |
|         | Zenon               | 425 - 491       | 476 - 491 | Flavius Tarascodissa Zenon | ginerele lui Leon I, regent în timpul domniei fiului său (474) |
|         | Leontius/Leonitos I | ? - 488         | 484 - 488 | Flavius Leonitos           | uzurpator                                                      |
|         | Anastasiu I         | 430 - 518       | 491 - 518 | Flavius Anastasius         | soțul văduvei lui Zenon                                        |
|         | Longin              | ?               | 491       | ?                          | uzurpator în Isauria                                           |

## Dinastia Iustiniană(518 - 602)
| Portret | Nume                         | Naștere - deces | Domnie           | Nume imperial                                            | Note                                                                        |
| ------- | ---------------------------- | --------------- | ---------------- | -------------------------------------------------------- | --------------------------------------------------------------------------- |
|         | Iustin I                     | 450 - 527       | 518 - 527        | Flavius Iustinus                                         | ales de către garda imperială                                               |
|         | Iustinian I (cel Mare)       | 482 - 565       | 527 - 565        | Flavius Petrus Sabbatius Iustinianus                     | fiul adoptiv al lui Iustin I, asociat la domnie din 526                     |
|         | Hepatius/Hypatius            | ? - 532         | 532              | Flavius Hepatius                                         | nepotul lui Anastasiu I, s-a proclamat împărat în timpul răscoalei "Nika"   |
|         | Teodora I                    | 500 - 548       | 527 - 548        | -                                                        | soția lui Iustinian I, a avut o mare influență asupra lucrurilor de stat    |
|         | Iustin al II-lea             | 520 - 578       | 565 - 578        | Flavius Iustinius Iunior                                 | nepotul de frate lui Iustinian I                                            |
|         | Tiberiu al II-lea Constantin | 540 - 542       | 578 - 582        | Flavius Tiberius Constantius                             | ginerele lui Iustin al II-lea, asociat la domnie încă din 574               |
|         | Mauriciu                     | 539 - 602       | 582 - 602        | Flavius Mauricius Tiberius                               | ginerele lui Tiberiu I, a fost asociat la domnie de Tiberiu în 582          |
|         | Teodosie                     | ? - 602         | 590 - 602        | Flavius Theodosios                                       | fiul lui Mauriciu, a fost desemnat să guverneze partea vestică a Imperiului |
| Tiberiu | 590 - 602                    | ? - 602         | Flavius Tiberius | fiul lui Mauriciu, a guvernat partea estică a Imperiului |                                                                             |

### Non-dinastic (602 - 610)
| Portret | Nume          | Naștere - deces | Domnie    | Nume imperial | Note                                        |
| ------- | ------------- | --------------- | --------- | ------------- | ------------------------------------------- |
|         | Focas Tiranul | 547 - 610       | 602 - 610 | Flavius Focas | a uzurpat tronul de la Mauriciu și fiii săi |

## Dinastia Heracliană(610 - 711)
| Portret   | Nume                                | Naștere - deces | Domnie    | Nume imperial                                                                   | Note |
| --------- | ----------------------------------- | --------------- | --------- | ------------------------------------------------------------------------------- | --- |
|           | Heraclius I                         | 575 - 641       | 610 - 641 | Flavius Heraclius                                                               | fiul exarhului Africii, a ajuns împărat în urma unei revolte împotriva lui Focas                             |
|           | Constantin al III-lea               | 612 - 641       | 641       | Heraklius Konstantinos                                                          | fiul lui Heraclius, asociat la domnie de către Heraclius încă de la un an (613)                              |
|           | Heraklonas                          | 626 - 641       | 641       | Konstantinos Heraclius                                                          | fiul lui Heraclius, a devenit împărat după moartea lui Constantin al III-lea, detronat de Constans al II-lea |
|           | Constans al II-lea (Bărbosul)       | 630 - 668       | 641 - 668 | Herakleios Konstantinos II Pogotasos                                            | fiul lui Constantin al III-lea                                                                               |
|           | Grigore                             | ? - 647         | 646 - 647 |                                                                                 | fiul vărului lui Heraclius, uzurpator                                                                        |
| Olimpius  | ? - 652                             | 649 - 652       |           | exarhul de Ravenna, s-a declarat independent față de Bizanț                     | |
| Heraclius | ?                                   | 659 - 681       |           | fiul lui Constans al II-lea, asociat la domnie din 659                          | |
| Tiberius  | ?                                   | 659 - 681       |           | fiul lui Constans al II-lea, asociat la domnie împreună cu cei doi frați ai săi | |
|           | Constantin al IV-lea                | 649 - 685       | 668 - 685 |                                                                                 | fiul lui Constans al II-lea, asociat la domnie din 654                                                       |
|           | Mezezius/Mecetius                   | ? - 669         | 668 - 669 |                                                                                 | uzurpator în Sicilia                                                                                         |
|           | Iustinian al II-lea (Nas-Spintecat) | 668 - 711       | 685 - 695 | Ioustinianos Rhinotmetos                                                        | fiul lui Constantin al IV-lea, asociat la domnie din 681                                                     |

### Non-dinastic (695 - 705)
| Portret | Nume               | Naștere - deces | Domnie    | Nume întreg        | Note                                           |
| ------- | ------------------ | --------------- | --------- | ------------------ | ---------------------------------------------- |
|         | Leonitos al II-lea | ? - 705         | 695 - 698 |                    | a uzurpat tronul în urma unei revolte de palat |
|         | Tiberiu al II-lea  | ? - 705         | 698 - 705 | Tiberius Apismaros | de origine germanică                           |

### Dinastia Heracliană(705 - 711)
| Portret | Nume                                | Naștere - deces | Domnie    | Nume întreg              | Note                          |
| ------- | ----------------------------------- | --------------- | --------- | ------------------------ | ----------------------------- |
|         | Iustinian al II-lea (Nas-Spintecat) | 668 - 711       | 705 - 711 | Ioustinianos Rhinotmetos | fiul lui Constantin al IV-lea |
|         | Tiberiu                             | 705 - 711       | 706 - 711 |                          | fiul lui Iustinian al II-lea  |

### Non-dinastici (711 - 717)
| Portret | Nume                         | Naștere - deces | Domnie    | Nume întreg         | Note                                |
| ------- | ---------------------------- | --------------- | --------- | ------------------- | ----------------------------------- |
|         | Philippikos Bardanes (Filip) | ?               | 711 - 713 |                     | de origine armean                   |
|         | Anastasiu al II-lea          | ? - 718         | 713 - 715 | Anastasios Artemios | fost secretar imperial              |
|         | Teodosie al III-lea          | ?               | 715 - 717 |                     | probabil fiul lui Tiberiu al II-lea |

## Dinastia Isauriană(717 - 802)
| Portret                      | Nume                             | Naștere - deces | Domnie    | Nume întreg                                        | Note                                                             |
| ---------------------------- | -------------------------------- | --------------- | --------- | -------------------------------------------------- | ---------------------------------------------------------------- |
|                              | Leon al III-lea (Isaurianul)     | 675 - 741       | 717 - 741 | Konon                                              | originar din Siria                                               |
|                              | Vasile Onomagulos                | ? - 717         | 717       |                                                    | uzurpator în Sicilia                                             |
|                              | Constantin al V-lea (Copronimul) | 718 - 775       | 741       | Konstantinos Kopronymos                            | fiul lui Leon al III-lea, asociat la domnie din 720              |
|                              | Artabasdus Iubitorul-de-icoane   | ? - 743 ?       | 741 - 743 |                                                    | ginerele lui Leon al III-lea                                     |
| Nicefor                      | ?                                | 742 - 743       |           | fiul lui Artabasus, asociat la domnie              |                                                                  |
|                              | Constantin al V-lea (Copronimul) | 718 - 775       | 743 - 775 | Konstantinos Kopronymos                            | fiul lui Leon al III-lea                                         |
|                              | Leon al IV-lea (Hazarul)         | 750 - 780       | 775 - 780 |                                                    | fiul lui Constantin al V-lea, asociat la domnie din 751          |
| Constantin al VI-lea (Orbul) | 771 - 797/05                     | 780 - 797       |           | fiul lui Leon al IV-lea, asociat la domnie din 776 |                                                                  |
|                              | Irina (Irene)                    | 755 - c.803     | 797 - 802 |                                                    | soția lui Leon al IV-lea, regentă din 780 și împărăteasă din 790 |

## Dinastia lui Nicefor/Focida (802 - 814)
| Portret | Nume                   | Naștere - deces | Domnie    | Nume întreg       | Note                                          |
| ------- | ---------------------- | --------------- | --------- | ----------------- | --------------------------------------------- |
|         | Nicefor I Genikos      | ? - 811         | 802 - 811 | Nikeforos Genikos | fost ministru de finanțe                      |
|         | Staurakios (Stauraciu) | ? - 812         | 811       |                   | fiul lui Nicefor I, asociat la domnie din 803 |
|         | Mihail I Rangabe       | ? - 844         | 811 - 814 |                   | ginerele lui Nicefor I                        |
|         | Theophilaktos          | ?               | 812 - 814 |                   | fiul lui Mihail I Rangabe, asociat la domnie  |

### Non-dinastici (814 - 820)
| Portret | Nume                     | Naștere - deces | Domnie    | Nume întreg          | Note                       |
| ------- | ------------------------ | --------------- | --------- | -------------------- | -------------------------- |
|         | Leon al V-lea (Armeanul) | 775 - 820       | 814 - 820 |                      | general armean, la origine |
|         | Symbatios                | ?               | 814 - 820 | Symbatios Constantin | fiul lui Leon al V-lea     |

## Dinastia Frigiană/Amoriană (820 - 867)
| Portret | Nume                                   | Naștere - deces | Domnie    | Nume întreg               | Note                                                            |
| ------- | -------------------------------------- | --------------- | --------- | ------------------------- | --------------------------------------------------------------- |
|         | Mihail al II-lea (Bâlbâitul/Amorianul) | 770 - 829       | 820 - 829 | Mihailos Traullos/Psellos | tovarăș de arme cu Leon al V-lea și fost general                |
|         | Toma Slavul                            | ? - 823         | 821 - 823 |                           | uzurpator în Tracia și Rumelia                                  |
|         | Teofil                                 | 813 - 842       | 829 - 842 |                           | fiul lui Mihail al II-lea, asociat la domnie din 822            |
|         | Constantin                             | ?               | 833 - 835 |                           | fiul lui Teofil, asociat la domnie                              |
|         | Mihail al III-lea (Bețivul)            | 840 - 867       | 842 - 867 | Mihailos Methusos         | fiul lui Teofil și a Teodorei a II-a, asociat la domnie din 840 |
|         | Teodora a II-a                         | ?               | 842 - 855 |                           | nevasta lui Teofil, regentă în timpul minoratului fiului ei     |

## Dinastia macedoneană(867 - 1057)
| Portret                          | Nume                                    | Naștere - deces | Domnie      | Nume întreg                  | Note                                                                    |
| -------------------------------- | --------------------------------------- | --------------- | ----------- | ---------------------------- | ----------------------------------------------------------------------- |
|                                  | Vasile I (Macedoneanul)                 | 811 - 886       | 867 - 886   |                              | strănepotul lui Leon al V-lea, asociat la domnie din 867                |
|                                  | Constantin                              | 855 - 879       | 869 - 879   | Symbatios                    | fiul lui Vasile I, asociat la domnie                                    |
|                                  | Leon al VI-lea (Filozoful)              | 866 - 912       | 886 - 912   |                              | fiul lui Vasile I, asociat la domnie din 870                            |
|                                  | Alexandru                               | 870 - 913       | 912 - 913   |                              | fiul lui Vasile I, asociat la domnie din 879                            |
|                                  | Constantin al VII-lea Porfirogenetul    | 905 - 959       | 913 - 919   | Konstantin Porfirogenetos    | fiul lui Leon al VI-lea, asociat la domnie din 908                      |
|                                  | Romanos I Lecapenos                     | 870 - 948       | 919 - 948   |                              | socrul lui Constantin al VII-lea                                        |
|                                  | Cristian Lecapenos                      | ? - 931         | 921 - 931   |                              | fiul lui Romanos I, asociat la domnie                                   |
| Ștefan Lecapenos                 | 910 - 967                               | 924 - 945       |             |                              | fiul lui Romanos I, asociat la domnie                                   |
| Constantin Lecapenos             | 912 - 946                               | 924 - 945       |             |                              | fiul lui Romanos I, asociat la domnie                                   |
| Constantin Lecapenos             | 912 - 946                               | 924 - 945       |             |                              |                                                                         |
|                                  | Constantin al VII-lea (Porfirogenetul)  | 905 - 959       | 944 - 959   | Konstantinos Porphirogenetus | fiul lui Leon al VI-lea, asociat la domnie din 919                      |
|                                  | Romanos al II-lea (Nobilul)             | 939 - 963       | 959 - 963   |                              | fiul lui Constantin al VII-lea, asociat la domnie din 945               |
|                                  | Nicefor al II-lea Focas                 | 912 - 969       | 963 - 969   |                              | soțul văduvei lui Romanos al II-lea                                     |
|                                  | Ioan I Tzimiskes                        | 925 - 976       | 969 - 976   |                              | nepotul de soră al lui Nicefor al II-lea                                |
|                                  | Vasile al II-lea (Bulgaroctonul)        | 958 - 1025      | 976 - 1025  |                              | fiul lui Romanos al II-lea, asociat la domnie din 960                   |
|                                  | Constantin al VIII-lea (Porfirogenetul) | 960 - 1028      | 1025 - 1028 |                              | fiul lui Romanos al II-lea, asociat la domnie din 962                   |
|                                  | Zoe Porfirogeneta                       | 978 - 1050      | 1028        |                              | fiica lui Constantin al VIII-lea, asociată la domnie între 1028 și 1050 |
|                                  | Romanos al III-lea Arghir               | 968 - 1034      | 1028 - 1034 |                              | primul soț al Zoei                                                      |
| Mihail al IV-lea (Paflagonianul) | 1010 - 1041                             | 1034 - 1041     |             | al doilea soț al Zoei        |                                                                         |
|                                  | Mihail al V-lea (Călăfătuitorul)        | 1015 - 1042     | 1041 - 1042 |                              | nepotul de frate al lui Mihail al IV-lea                                |
|                                  | George Maniaces                         | ? - 1043        | 1042        |                              | uzurpator în Italia                                                     |
|                                  | Constantin al IX-lea (Monomahul)        | 1000 - 1055     | 1042 - 1055 |                              | al treilea soț al Zoei                                                  |
|                                  | Teodora a III-a (Porfirogeneta)         | 984 - 1056      | 1055 - 1056 |                              | fiica lui Constantin al VIII-lea, asociată la domnie în 1042            |
|                                  | Mihail al VI-lea Bringas                | ? - 1059        | 1056 - 1057 |                              | fiul vitreg al Teodorei a III-a                                         |

## Dinastia Comnen(1057 - 1191)
| Portret | Nume             | Naștere - deces | Domnie      | Nume întreg | Note                            |
| ------- | ---------------- | --------------- | ----------- | ----------- | ------------------------------- |
|         | Isaac I Comnenul | c.1005 - 1061   | 1057 - 1059 |             | proclamat împărat în Paflagonia |

### Dinastia Ducas(1059 - 1081)
| Portret                    | Nume                            | Naștere - deces | Domnie      | Nume întreg                                              | Note                                            |
| -------------------------- | ------------------------------- | --------------- | ----------- | -------------------------------------------------------- | ----------------------------------------------- |
|                            | Constantin al X-lea Ducas       | 1006 - 1067     | 1059 - 1067 |                                                          | proclamat împărat după abdicarea lui Isaac I    |
| Mihail al VII-lea Ducas    | 1050 - 1090                     | 1067 - 1078     |             | fiul lui Constantin al X-lea, asociat la domnie din 1059 |                                                 |
| Andronic Ducas             | 1057 - 1081                     | 1067 - 1078     |             | fiul lui Constantin al X-lea, asociat la domnie          |                                                 |
|                            | Evdochia Makrembolitissa        | 1067 - 1078     | 1021 - 1096 |                                                          | soția lui Constantin al X-lea, regentă          |
|                            | Constantin Ducas I              | 1060 - 1081     | 1060 - 1078 |                                                          | fiul lui Constantin al X-lea, asociat la domnie |
| Ioan Ducas                 | ? - 1088                        | 1074            |             | fratele lui Constantin al X-lea, asociat la domnie       |                                                 |
| Constantin al II-lea Ducas | 1074 - 1095                     | 1075 - 1087     |             | fiul lui Mihail al VII-lea, asociat la domnie            |                                                 |
| Roman Diogenes             | 1032 - 1072                     | 1068 - 1071     |             | al doilea soț al Eudokiei                                |                                                 |
|                            | Nicefor al III-lea (Botanistul) | 1001 - 1081     | 1078 - 1081 | Nikephoros Botaneiates                                   | al doilea soț al soției lui Mihail al VII-lea   |
|                            | Nicefor Bryennus                | ? - 1078        | 1078        |                                                          | uzurpator                                       |
| Nicefor Baslacius          | ?                               | 1078 - 1079     |             | uzurpator în Balcani                                     |                                                 |
| Nicefor Melissenus         | ?                               | 1080 - 1081     |             | uzurpator în Anatolia                                    |                                                 |

### Dinastia Comnenă(1081 - 1185)
| Portret                      | Nume                       | Naștere - deces | Domnie      | Nume întreg                                        | Note                                                            |
| ---------------------------- | -------------------------- | --------------- | ----------- | -------------------------------------------------- | --------------------------------------------------------------- |
|                              | Alexie I Comnenul          | 1048 - 1118     | 1081 - 1118 |                                                    | nepotul de frate al lui Isaac I                                 |
|                              | Constantin Ducas al II-lea | 1074 - 1095     | 1081 - 1087 |                                                    | fiul lui Mihail al VII-lea, asociat la domnie de către Alexie I |
|                              | Ioan al II-lea Comnenul    | 1087 - 1143     | 1118 - 1143 |                                                    | fiul lui Alexie I, asociat la domnie din 1092                   |
|                              | Alexie Comnenul            | ? - 1142        | 1122 - 1142 |                                                    | fiul lui Ioan al II-lea, asociat la domnie                      |
|                              | Manuel I Comnenul          | 1118 - 1180     | 1143 - 1180 |                                                    | fiul lui Ioan al II-lea                                         |
|                              | Alexie al II-lea Comnenul  | 1169 - 1183     | 1180 - 1183 |                                                    | fiul lui Manuel I                                               |
|                              | Andronic I Comnenul        | 1118 - 1185     | 1183 - 1185 |                                                    | vărul lui Manuel I                                              |
|                              | Ioan Comnenul              | 1159/60 - 1185  | 1183 - 1185 |                                                    | fiul lui Andronic I, asociat la domnie                          |
| Isaac Comnenul (Uzurpatorul) | 1055 - 1195                | 1184 - 1191     |             | strănepotul lui Ioan al II-lea, uzurpator în Cipru |                                                                 |

## Dinastia Anghelos(1185 - 1204)
- Isaac al II-lea Angelos; 1185 - 1195; strănepotul lui Alexios I
- Alexios al III-lea Anghelos; 1195 - 1203; fratele lui Isaac al II-lea
- Alexios al IV-lea Anghelos; 1203 - 1204; fiul lui Isaac al II-lea
- Isaac al II-lea Angelos; 1203 - 1204; a doua oară, asociat la domnie
- Nicolae Kanabos; 1204; uzurpator în Constantinopol
- Alexios al V-lea Ducas (Murzuphlos); 1204; ginerele lui Alexie al III-lea

## Dinastia Lascaris(în exil laNiceea- 1204 - 1261)
- Constantin Lascaris ; 1204 - 1205 ; fratele lui Teodor I
- Teodor I Lascaris ; 1204 - 1222 ; fiul vitreg al lui Alexie al III-lea
- Ioan al III-lea Ducas Vatatzes ; 1222 - 1254 ; fiul vitreg al lui Teodor I
- Teodor al II-lea Ducas Lascaris ; 1254 - 1258 ; fiul lui Ioan al III-lea
- Ioan al IV-lea Ducas Lascaris ; 1258 - 1261 ; fiul lui Teodor al II-lea

## Dinastia Paleolog(1259 - 1453)
- Mihail al VIII-lea Paleolog ; 1259 - 1261 (asociat), 1261 - 1282 ; strănepotul lui Alexie al III-lea
- Andronic al II-lea Paleolog ; 1282 - 1328 ; fiul lui Mihail al VIII-lea
- Mihail al IX-lea Paleolog ; 1294/5 - 1320 ; fiul lui Andronic al II-lea, asociat
- Andronic al III-lea Paleolog ; 1325 - 1328 (asociat), 1328 - 1341 ; fiul lui Mihail al IX-lea
- Ioan al V-lea Paleologul ; 1341 - 1376 (între 1347 și 1354, fost asociat); fiul lui Andronic al III-lea
- Ioan al VI-lea Cantacuzino ; 1347 - 1354 ; tatăl vitreg al lui Ioan al V-lea
- Matei Cantacuzino ; 1353 - 1357 ; fiul lui Ioan al VI-lea
- Andronic al IV-lea Paleologul ; 1376 - 1379 ; fiul lui Ioan al V-lea
- Ioan al V-lea Paleologul; 1379 - 1390 ; a doua oară
- Ioan al VII-lea Paleologul ; 1390 ; fiul lui Andronic al IV-lea
- Ioan al V-lea Paleologul ; 1390 - 1391 ; a treia oară
- Manuel al II-lea Paleolog ; 1391 - 1425 ; fiul lui Ioan al V-lea
- Ioan al VII-lea Paleologul ; 1399 - 1402 ; a doua oară, asociat
- Andronic al V-lea Paleologul ; 1404 - 1407 ; fiul lui Ioan al VII-lea
- Ioan al VIII-lea Paleologul ; 1416 - 1425 (asociat), 1425 - 1448 ; fiul lui Manuel al II-lea
- Constantin al XI-lea Paleologul ; 1437 - 1439 (regent), 1448 - 1453 ; fiul lui Manuel al II-lea

### Împărați titulari
- Toma Paleologul ; 1453 - 1465 ; fiul lui Manuel al II-lea
- Demetrios Paleolog ; 1453 - 1460 ; fiul lui Manuel al II-lea
- Andrei Paleolog ; 1465 - 1503 ; fiul lui Toma Paleologul